# ReachLocal
A ReachLocal foi fundada em 2004, sua sede localiza-se em Woodland Hills, Califórnia. A empresa tem mais de 2.000 funcionários e operações nos Estados Unidos, Austrália, Áustria, Brasil, Canadá,República Checa, Alemanha, Índia, Japão, Países Baixos, Polónia,Rússia, Eslováquia e Reino Unido.
De acordo com a revista Inc. Magazine, foi eleita uma das maiores empresas privadas de maior crescimento nos EUA em 2009.

## História
A ReachLocal foi fundada em 2004, por Zorik Gordon, Michael Kline, Robert Spitz, Robert Wright e Nathan Hanks. A companhia recebeu financiamento da VantagePoint Venture Partners, Rho Ventures e outros fundos de investimentos. Em janeiro de 2008, a ReachLocal tornou-se parceria SMB do Google, e revendedora autorizada do software de publicidade AdWords.
Em setembro de 2008, a ReachLocal também tornou-se parceria da Nationwide Marketing Group, agência global de marketing e publicidade. Em agosto de 2009, foi eleita na posição 39., como uma das empresas privadas de maior crescimento nos Estados Unidos pela revista Inc. Magazine.
Em maio de 2010, a ReachLocal começa a ser negociada como uma empresa pública na NASDAQ, mercado de ações norte-americano. No mesmo ano, a empresa fundou a Bizzy, empresa de recomendações de estabelecimentos, com base na classificação de clientes. Em 2012, a ReachLocal foi listada na lista de 50 melhores empresas para trabalhar do Glassdoor.com, site de empregos e carreiras dos EUA. Foi premiada pelo Google, com os prêmios North America Premier SMB Partner Awards e Latin America Premier SMB Partner Awards, no Brasil, na categoria "Melhor Qualidade de Contas," o prêmio avalia o desempenho dos parceiros que utilizam o software AdWords em 2013. Em outubro do mesmo ano, foi premiada pelo prêmio Deloitte Technology Fast 500, como uma das empresas de maior crescimento do mundo em 2013.
Em abril de 2014, Sharon Rowlands tornou-se CEO do grupo.

## Empresas adquiridas
A ReachLocal adquiriu por US$ 8,5 milhões a SMB Live Corporation, empresa de desenvolvimento de soluções de reputação online, em fevereiro de 2010. Em fevereiro do ano seguinte, a companhia adquiriu por US$ 10 milhões, o DealOn, site de ofertas online similar ao Groupon.

## ReachLocal no Brasil
Em março de 2013, a Reach Local iniciou suas operações no Brasil. A empresa possui escritórios em São Paulo, Barueri, Rio de Janeiro, Belo Horizonte, Curitiba, Porto Alegre, Salvador e Brasília. Thiago Santos é o CEO da ReachLocal no Brasil.